# Isla Greely
La isla Greely (en ruso: Остров Грили, Ostrov Grili) es una isla en la Tierra de Francisco José, en la Federación de Rusia. Su superficie es de 127 km² y esta cubierta de glaciares casi por completo.
La isla forma parte del subgrupo de la tierra Zichy, del archipiélago de Francisco José. Está separada de la isla Ziegler por un canal estrecho.
Esta isla lleva el nombre del explorador del Ártico estadounidense Adolphus Greely (1844-1935).